# Campylopus taiwanensis
Campylopus taiwanensis är en bladmossart som beskrevs av Kyuichi Sakurai 1941. Campylopus taiwanensis ingår i släktet nervmossor, och familjen Dicranaceae. Inga underarter finns listade i Catalogue of Life.